# Luís Flávio Cappio
Luís Flávio Cappio O.F.M. (Guaratinguetá, 4 de outubro de 1946) é um bispo emérito católico brasileiro da Diocese de Barra, Bahia. Nos anos de 2005 e 2007 ganhou as manchetes dos jornais ao fazer duas greves de fome em protesto ao projeto de transposição do Rio São Francisco, do governo federal.

## Biografia
Filho mais novo de uma família de origem italiana, é formado em Economia, apesar de na sua juventude ter desejado ser engenheiro. Fez seus estudos teológicos no Seminário Franciscano de Petrópolis, estado do Rio de Janeiro.  Foi ordenado padre em 1971. Trabalhou por três anos na periferia da cidade de São Paulo pela Pastoral Operária. Em 1974, partiu para o semi-árido nordestino com a roupa do corpo. Desde então, o bispo vive no sertão nordestino.
Sua biografia mostra uma forte ligação com São Francisco de Assis: dom Luís Cappio nasceu no dia em que a Igreja Católica celebra este santo, tornou-se religioso da ordem Franciscana, e foi viver às margens do rio São Francisco. Em 1992, ao completar 48 anos, iniciou uma peregrinação de 6 mil quilômetros da nascente até a foz do Rio São Francisco.  Esta peregrinação durou um ano. Este período foi vivido por Dom Luís Cappio como uma missão ecológica e religiosa, durante a qual o frei buscou conscientizar a população sobre a necessidade de preservação do Rio São Francisco.  A experiência foi publicada no livro “O Rio São Francisco – Uma Caminhada entre Vida e Morte”, pela Editora Vozes. Tornou-se bispo da Diocese de Barra em 1997, escolhido por não haver outro que se dispusesse a viver na região.
Entre 26 de setembro e 5 de outubro de 2005, fez uma greve de fome em defesa do rio São Francisco na cidade de Cabrobó, estado de Pernambuco. Seu protesto era a favor da revitalização do rio e contra o projeto de transposição do Rio São Francisco planejado pelo governo do presidente Lula.  Esta manifestação ganhou o apoio de diversas organizações e movimentos sociais. O jejum foi interrompido após negociação com o então ministro Jacques Wagner. Feito o acordo, frei Cappio comentou que se a promessa não fosse cumprida, retomaria o protesto.
A decisão do governo federal de iniciar as obras da transposição em 2007, utilizando o Exército brasileiro, fez com que o bispo iniciasse um novo jejum no dia 27 de novembro daquele ano. Seu protesto não foi um gesto solitário, mas deu visibilidade à luta de diversos movimentos sociais contrários à transposição, evidenciando o conflito pelo uso das águas da bacia do São Francisco.  Sua posição sobre a transposição recebeu apoio de diversas personalidades, como o teólogo Leonardo Boff, o geógrafo Aziz Ab'Sáber, o escritor Adolfo Pérez Esquivel, Elba Ramalho, Letícia Sabatella, a psicóloga Marianne Spiller, o filósofo Rosalvo Salgueiro e outros. Diversas entidades da sociedade, como o Comitê da Bacia Hidrográfica do Rio São Francisco, Serviço Paz e Justiça na América Latina - SERPAJ-AL e da Igreja Católica brasileira, como as pastorais sociais e a cúpula da CNBB, entidades ecumênicas como o Conselho Nacional de Igrejas Cristãs e movimentos sociais como o MST e o Movimento dos Atingidos por Barragens também manifestaram seu apoio.
Após 22 dias de jejum, entrou num grave estado de saúde, sendo internado na Unidade de Tratamento Intensivo (UTI) na cidade de Petrolina, no dia 19 de dezembro. Por vários motivos, entre eles o parecer médico, decidiu findar seu jejum em protesto à transposição das águas do Rio São Francisco. Não obstante, seu protesto não terminou. Celebrou seus 36 anos de sacerdócio em meio a este último jejum.
Em 2007, Dom Cappio foi entrevistado pelo Museu da Pessoa e sua história foi compartilhada sob o título "Democratização da Água". A entrevista destaca sua profunda conexão com São Francisco de Assis e sua jornada ao longo do rio, que evoluiu para uma missão de cunho tanto ecológico quanto religioso. Além disso, aborda sua corajosa greve de fome em defesa do rio e contra o projeto de transposição, a qual recebeu amplo apoio da sociedade civil e de figuras proeminentes. O testemunho de Dom Cappio nos lembra da importância de preservar os recursos naturais e de lutar pelos direitos das comunidades mais vulneráveis, tornando sua história uma fonte de inspiração para todos aqueles que buscam justiça ambiental e social. Durante a entrevista, ele expressou a seguinte reflexão:
"Quando a razão se extingue, a loucura é o caminho." Luis Flávio Cappio em entrevista ao Museu da Pessoa

### Residência e vida após o Emeritamento
No dia 4 de outubro de 2023, Dom Luís Flávio Cappio, aos 77 anos, encerrou seu período como Bispo da Diocese de Barra, Bahia. Sua saída ocorreu de forma discreta, às 5h da madrugada, carregando sua própria bagagem. Dom Cappio solicitou afastamento de suas funções devido à idade, abdicando do salário de Bispo emérito e escolhendo residir em um convento em São Bernardo do Campo, São Paulo. A decisão de Dom Cappio reflete seu desejo de viver uma vida franciscana, pautada pela simplicidade e pelo silêncio.
Em entrevista, ao Instituto Humanitas Unisinos - IHU, em janeiro de 2024, o bispo disse:
"Concluída a minha missão, eu voltei para a minha família que são os franciscanos. É por isso que estou aqui. Agora, trago comigo os meus 50 anos de vida no meio daquele povo, com muito amor, com muito carinho, com muita saudade. É por eles de modo especial que eu rezo aqui no Eremitério." Luis Flávio Cappio em entrevista ao Instituto Humanitas Unisinos - IHU

## Prêmios

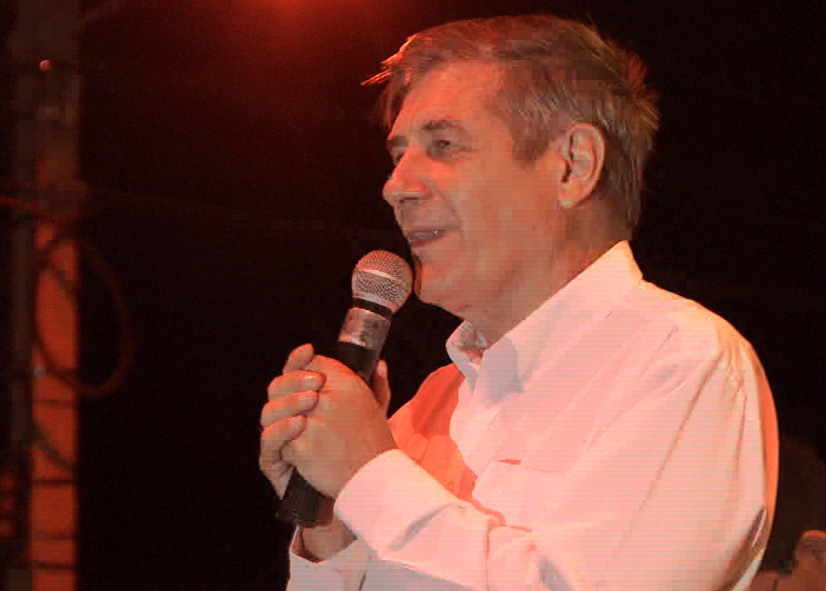
Dom Luís Cappio em Canudos, outubro de 2007

No dia 10 de agosto de 2008 a Pax Christi Internacional, com sede em Bruxelas, anunciou a decisão de dar a dom Luís Flávio Cappio o prêmio da Paz 2008, por sua luta em defesa da vida na região do São Francisco. O prêmio foi entregue no dia 18 de outubro mesmo ano, durante a V Romaria das Águas, em Sobradinho.
Em 9 de maio de 2009, Dom Cappio recebe o Prêmio Kant de Cidadão do Mundo, da Fundação Kant, na cidade de Freiburg. Este prêmio é concedido bianualmente a pessoas que se destacaram na defesa dos direitos humanos.
Em 22 de outubro de 2009, Dom Cappio recebeu o Troféu João Canuto, por iniciativa do Movimento Humanos Direitos, devido ao seu empenho pelos direitos humanos.